# 恒生綜合指數
恒生綜合指數是香港股市的指數之一，由恒生銀行轄下恒生指數有限公司負責計算於2001年10月3日設立，旨在提供更具廣泛代表性的股市指標。
在2010年3月之前，綜合指數包括在香港股市市值頭200位的上市公司，共代表香港交易所上市公司的97%市值。至2014年9月，成份股已經增加至417隻。
2015年3月9日起，综合指数首次加入3只房产信托基金作为其成份股。

## 現時恒生綜合指數成份股列表
| - 00001 長和 - 00002 中電控股 - 00003 香港中華煤氣 - 00004 九龍倉集團 - 00005 滙豐控股 - 00006 電能實業 - 00008 電訊盈科 - 00010 恒隆集團 - 00011 恒生銀行 - 00012 恒基地產 - 00014 希慎興業 - 00016 新鴻基地產 - 00017 新世界發展 - 00019 太古股份公司Ａ - 00020 會德豐 - 00023 東亞銀行 - 00027 銀河娛樂 - 00052 FAIRWOOD HOLD - 00059 天譽置業 - 00066 港鐵公司 - 00069 香格里拉（亞洲） - 00078 REGAL INT'L - 00081 中國海外宏洋集團 - 00083 信和置業 - 00086 新鴻基公司 - 00087 太古股份公司Ｂ - 00095 綠景中國地產 - 00101 恒隆地產 - 00119 保利置業集團 - 00123 越秀地產 - 00135 昆侖能源 - 00136 恒騰網絡 - 00142 第一太平 - 00144 招商局港口 - 00148 建滔集團 - 00151 中國旺旺 - 00152 深圳國際 - 00165 中國光大控股 - 00168 青島啤酒股份 - 00173 嘉華國際 - 00175 吉利汽車 - 00177 江蘇寧滬高速公路 - 00178 莎莎國際 - 00179 德昌電機控股 - 00189 東岳集團 - 00200 新濠國際發展 - 00215 和記電訊香港 - 00220 統一企業中國 - 00241 阿里健康 - 00242 信德集團 - 00256 冠城鐘錶珠寶 - 00257 中國光大國際 - 00267 中信股份 - 00268 金蝶國際 - 00270 粵海投資 - 00272 瑞安房地產 - 00285 比亞迪電子 - 00288 萬洲國際 - 00291 華潤啤酒 - 00293 國泰航空 - 00297 中化化肥 - 00303 VTECH HOLDINGS - 00308 香港中旅 - 00315 數碼通電訊 - 00317 中船防務 - 00321 德永佳集團 - 00322 康師傅控股 - 00323 馬鞍山鋼鐵股份 - 00327 百富環球 - 00336 華寶國際 - 00337 綠地香港 - 00338 上海石油化工股份 - 00341 大家樂集團 - 00345 VITASOY INT'L - 00347 鞍鋼股份 - 00354 中國軟件國際 - 00358 江西銅業股份 - 00363 上海實業控股 - 00371 北控水務集團 - 00384 中國燃氣 - 00386 中國石油化工股份 - 00388 香港交易所 - 00390 中國中鐵 - 00392 北京控股 - 00400 科通芯城 - 00405 越秀房產信託基金 - 00410 ＳＯＨＯ中國 - 00425 敏實集團 - 00435 陽光房地產基金 - 00439 光啟科學 - 00440 大新金融 - 00451 協鑫新能源 - 00460 四環醫藥 - 00467 聯合能源集團 - 00468 紛美包裝 - 00486 俄鋁 - 00489 東風集團股份 - 00493 國美零售 - 00494 利豐 - 00496 卡森國際 - 00506 中國食品 - 00508 鼎億集團投資 - 00511 電視廣播 - 00512 遠大醫藥 - 00520 呷哺呷哺 - 00522 ASM PACIFIC - 00525 廣深鐵路股份 - 00535 金地商置 - 00546 阜豐集團 - 00548 深圳高速公路股份 - 00551 裕元集團 - 00552 中國通信服務 - 00563 上實城市開發 - 00570 中國中藥 - 00576 浙江滬杭甬 - 00579 京能清潔能源 - 00581 中國東方集團 - 00582 藍鼎國際 - 00586 海螺創業 - 00590 六福集團 - 00598 中國外運 - 00604 深圳控股 - 00606 中國糧油控股 - 00607 豐盛控股 - 00631 三一國際 - 00636 嘉里物流 - 00639 首鋼資源 - 00656 復星國際 - 00658 中國高速傳動 - 00659 新創建集團 - 00665 海通國際 - 00667 中國東方教育 - 00669 創科實業 - 00670 中國東方航空股份 - 00683 嘉里建設 - 00686 熊貓綠能 - 00687 泰昇集團 - 00688 中國海外發展 - 00694 北京首都機場股份 - 00696 中國民航信息網絡 - 00698 通達集團 - 00699 神州租車 - 00700 騰訊控股 - 00709 佐丹奴國際 - 00728 中國電信 - 00732 信利國際 - 00743 亞洲水泥（中國） - 00751 創維集團 - 00753 中國國航 - 00754 合生創展集團 - 00762 中國聯通 - 00763 中興通訊 - 00772 閱文集團 - 00777 網龍 - 00778 置富產業信託 - 00780 同程藝龍 - 00788 中國鐵塔 - 00799 IGG - 00806 惠理集團 - 00808 泓富產業信託 - 00813 世茂房地產 - 00816 華電福新 - 00817 中國金茂 - 00819 天能動力 - 00823 領展房產基金 - 00832 建業地產 - 00836 華潤電力 - 00839 中教控股 - 00853 微創醫療 - 00855 中國水務 - 00856 偉仕佳杰 - 00857 中國石油股份 - 00860 力世紀 - 00861 神州控股 - 00867 康哲藥業 - 00868 信義玻璃 - 00874 白雲山 - 00880 澳博控股 - 00881 中升控股 - 00883 中國海洋石油 - 00884 旭輝控股集團 - 00902 華能國際電力股份 - 00906 中糧包裝 - 00914 海螺水泥 - 00916 龍源電力 - 00931 中國天然氣 - 00934 中石化冠德 - 00939 建設銀行 - 00941 中國移動 - 00950 李氏大藥廠 - 00951 超威動力 - 00958 華能新能源 - 00960 龍湖集團 - 00966 中國太平 - 00968 信義光能 - 00973 L'OCCITANE - 00978 招商局置地 - 00981 中芯國際 - 00991 大唐發電 - 00992 聯想集團 - 00998 中信銀行 - 01030 新城發展 - 01038 長江基建集團 - 01044 恒安國際 - 01052 越秀交通基建 - 01055 中國南方航空股份 - 01060 阿里影業 - 01066 威高股份 - 01070 ＴＣＬ電子 - 01071 華電國際電力股份 - 01083 港華燃氣 - 01086 好孩子國際 - 01088 中國神華 - 01089 樂遊科技控股 - 01093 石藥集團 - 01098 路勁 - 01099 國藥控股 - 01109 華潤置地 - 01112 H&H國際控股 - 01113 長實集團 - 01114 BRILLIANCE CHI - 01117 現代牧業 - 01119 創夢天地 - 01128 永利澳門 - 01131 鴻寶資源 - 01138 中遠海能 - 01157 中聯重科 - 01169 海爾電器 - 01171 兗州煤業股份 - 01176 珠光控股 - 01177 中國生物製藥 - 01186 中國鐵建 - 01193 華潤燃氣 - 01196 偉祿集團 - 01199 中遠海運港口 - 01205 中信資源 - 01208 五礦資源 - 01211 比亞迪股份 - 01212 利福國際 - 01233 時代中國控股 - 01234 中國利郎 - 01238 寶龍地產 - 01257 中國光大綠色環保 - 01269 首控集團 - 01288 農業銀行 - 01293 廣匯寶信 - 01299 友邦保險 - 01302 先健科技 - 01308 海豐國際 - 01310 香港寬頻 - 01313 華潤水泥控股 - 01316 耐世特 - 01317 楓葉教育 - 01333 中國忠旺 - 01336 新華保險 - 01337 雷蛇 - 01339 中國人民保險集團 - 01347 華虹半導體 - 01357 美圖公司 - 01359 中國信達 - 01361 ３６１度 - 01368 特步國際 - 01378 中國宏橋 - 01381 粵豐環保 - 01382 互太紡織 - 01383 太陽城集團 - 01398 工商銀行 - 01448 福壽園 - 01458 周黑鴨 - 01478 丘鈦科技 - 01508 中國再保險 - 01513 麗珠醫藥 - 01515 華潤醫療 - 01521 方達控股 - 01528 紅星美凱龍 - 01530 三生製藥 - 01548 金斯瑞生物科技 - 01558 東陽光藥 - 01569 民生教育 - 01573 南方能源 - 01579 頤海國際 - 01585 雅迪控股 - 01589 中國物流資產 - 01600 天倫燃氣 - 01608 偉能集團 - 01610 中糧肉食 - 01618 中國中冶 - 01622 力高集團 - 01628 禹洲地產 - 01638 佳兆業集團 - 01658 郵儲銀行 - 01666 同仁堂科技 - 01668 華南城 - 01680 澳門勵駿 - 01681 康臣葯業 - 01686 新意網集團 - 01717 澳優 - 01728 正通汽車 - 01765 希望教育 - 01766 中國中車 - 01776 廣發證券 - 01777 花樣年控股 - 01778 彩生活 - 01787 山東黃金 - 01788 國泰君安國際 - 01797 新東方在綫 - 01800 中國交通建設 - 01806 匯付天下 - 01810 小米集團－Ｗ - 01811 中廣核新能源 - 01813 合景泰富集團 - 01816 中廣核電力 - 01818 招金礦業 - 01828 大昌行集團 - 01833 平安好醫生 - 01848 中國飛機租賃 - 01860 匯量科技 - 01876 百威亞太 - 01882 海天國際 - 01883 中信國際電訊 - 01888 建滔積層板 - 01890 中國科培 - 01896 貓眼娛樂 - 01898 中煤能源 - 01905 海通恆信 - 01907 中國旭陽集團 - 01908 建發國際集團 - 01910 新秀麗 - 01911 華興資本控股 - 01913 普拉達 - 01916 江西銀行 - 01918 融創中國 - 01919 中遠海控 - 01928 金沙中國有限公司 - 01929 周大福 - 01951 錦欣生殖 - 01958 北京汽車 - 01963 重慶銀行 - 01966 中駿集團控股 - 01970 IMAX CHINA - 01972 太古地產 - 01980 天鴿互動 - 01988 民生銀行 - 01996 弘陽地產 - 01997 九龍倉置業 - 01999 敏華控股 - 02001 新高教集團 - 02003 維信金科 - 02005 石四藥集團 - 02007 碧桂園 - 02009 金隅集團 - 02013 微盟集團 - 02018 瑞聲科技 - 02019 德信中國 - 02020 安踏體育 - 02038 富智康集團 - 02039 中集集團 - 02051 ５１信用卡 - 02099 中國黃金國際 - 02128 中國聯塑 - 02186 綠葉製藥 - 02196 復星醫藥 - 02202 萬科企業 - 02208 金風科技 - 02232 晶苑國際 - 02233 西部水泥 - 02238 廣汽集團 - 02255 海昌海洋公園 - 02269 藥明生物 - 02280 慧聰集團 - 02282 美高梅中國 - 02313 申洲國際 - 02314 理文造紙 - 02318 中國平安 - 02319 蒙牛乳業 - 02328 中國財險 - 02329 國瑞置業 - 02331 李寧 - 02333 長城汽車 - 02338 濰柴動力 - 02343 太平洋航運 - 02357 中航科工 - 02359 藥明康德 - 02362 金川國際 - 02380 中國電力 - 02382 舜宇光學科技 - 02386 中石化煉化工程 - 02388 中銀香港 - 02588 中銀航空租賃 - 02600 中國鋁業 - 02601 中國太保 - 02607 上海醫藥 - 02611 國泰君安 - 02628 中國人壽 - 02638 港燈－ＳＳ - 02666 環球醫療 - 02669 中海物業 - 02678 天虹紡織 - 02688 新奧能源 - 02689 玖龍紙業 - 02727 上海電氣 - 02768 佳源國際控股 - 02777 富力地產 - 02778 冠君產業信託 - 02799 中國華融 - 02858 易鑫集團 - 02866 中遠海發 - 02869 綠城服務 - 02877 神威藥業 - 02883 中海油田服務 - 02899 紫金礦業 - 03301 融信中國 - 03306 江南布衣 - 03309 希瑪眼科 - 03311 中國建築國際 - 03320 華潤醫藥 - 03323 中國建材 - 03328 交通銀行 - 03329 交銀國際 - 03333 中國恒大 - 03339 中國龍工 - 03360 遠東宏信 - 03377 遠洋集團 - 03380 龍光地產 - 03382 天津港發展 - 03383 雅居樂集團 - 03396 聯想控股 - 03606 福耀玻璃 - 03613 同仁堂國藥 - 03618 重慶農村商業銀行 - 03633 中裕燃氣 - 03669 永達汽車 - 03690 美團點評－Ｗ - 03692 翰森製藥 - 03799 達利食品 - 03800 保利協鑫能源 - 03808 中國重汽 - 03818 中國動向 - 03836 和諧汽車 - 03868 信義能源 - 03877 中國船舶租賃 - 03883 中國奧園 - 03888 金山軟件 - 03898 中車時代電氣 - 03899 中集安瑞科 - 03900 綠城中國 - 03908 中金公司 - 03918 金界控股 - 03933 聯邦制藥 - 03958 東方證券 - 03968 招商銀行 - 03969 中國通號 - 03983 中海石油化學 - 03988 中國銀行 - 03990 美的置業 - 03993 洛陽鉬業 - 03998 波司登 - 06030 中信証券 - 06055 中煙香港 - 06060 眾安在綫 - 06066 中信建投証券 - 06068 睿見教育 - 06088 FIT HON TENG - 06098 碧桂園服務 - 06100 有才天下獵聘 - 06158 正榮地產 - 06166 中國宏泰發展 - 06169 宇華教育 - 06806 申萬宏源 - 06808 高鑫零售 - 06818 中國光大銀行 - 06823 香港電訊－ＳＳ - 06828 北京燃氣藍天 - 06837 海通證券 - 06862 海底撈 - 06869 長飛光纖光纜 - 06881 中國銀河 - 06886 HTSC - 06889 DYNAM JAPAN - 87001 匯賢產業信託 |

以上資料截至2019年11月27日

## 外部連結
- 恒生綜合指數